# Bombardeo de la Torre Hajji
El bombardeo de la Torre Hajji fue un ataque aéreo llevado a cabo por la Fuerza Aérea de Israel el 10 de octubre de 2023, en el curso de la guerra Israel-Gaza de 2023, contra la Torre Hajji un edificio residencial en la Franja de Gaza que en ese momento contenía oficinas para periodistas, matando al menos a tres periodistas e hiriendo a decenas.

## Ataque aéreo
En la mañana del martes 10 de octubre de 2023, los ataques aéreos llevados a cabo por Israel tuvieron como objetivo la Torre Hajji en la calle Institutions en la Gobernación de Gaza, lo que resultó en su completa destrucción.
Como consecuencia del ataque inicialmente solo se reportó la muerte de dos periodistas, Saed Raduan al Tauel, editor jefe del portal de noticias Al Khamsa y Mohamad Rizq Sobh, fotógrafo de la Agencia Khabar, y que Hisham al Nauaja había resultado herido, pero posteriormente un portavoz de Hamás indicó que Nauaja había muerto como consecuencia de las heridas que sufrió durante el ataque. El comunicado de Hamás añadió que «el asesinato de periodistas palestinos es un intento desesperado de combatir la verdad y evitar que se informe al mundo» y que «la ocupación israelí intenta encubrir sus atroces crímenes contra el indefenso pueblo palestino» ha elogiado la labor que llevan a cabo los periodistas que «llevan a cabo su papel profesional y nacional» para «desvelar los crímenes de la ocupación israelí».
Hisham al-Nawajha sufrió heridas graves y fue ingresado en la unidad de cuidados intensivos del Complejo Médico Al-Shifa, su fallecimiento se confirmó más tarde. Los periodistas cercanos al lugar del ataque aéreo declararon que recientemente se había alcanzado el techo de un edificio cercano con una bomba de aviación y se había evacuado en previsión de un ataque aéreo inminente, pero el ataque alcanzó otro edificio más cercano a los periodistas. 